# هی من
هی-من (به انگلیسی: He-Man) یک شخصیت خیالی ابرقهرمان و قهرمان اصلی فرنچایز شمشیر و سیاره اربابان جهان است، که شامل یک خط اسباب‌بازی، چندین مجموعه تلویزیونی، کتاب‌های کمیک، و فیلم سینمایی می‌شود. هی-من با قدرت ابرانسانی خود شناخته می‌شود، و در اکثر داستان‌ها خود دیگر پرنس آدام است. هی-من و دوستانش تلاش می‌کنند تا از قلمرو اترنیا و اسرار قلعهٔ گری‌اسکال در مقابل نیروهای شیطانی شخصیت اسکلتور دفاع کنند.
این شخصیت توسط مارک تیلور و راجر سوئیت خلق شده است، که عمداً او را به گونه‌ای ساخته که به حد کافی انتزاعی و عمومی باشد تا در هر زمینه و ژانری به کار رود. همچنین سوئیت نام هی-من را به دلیل عوام پسندی انتخاب کرد. سه نسخه متفاوت شکل ظاهری، از جمله یک سرباز و یک فرازمینی را به شرکت متل ارائه دادند، که نسخهٔ بربر از بین آن‌ها برای شخصیت انتخاب شد و به شکل کنونی شخصیت درآمد.

## گرایش
هی من به دلیل گرایش هم‌جنس‌کامگی و مضمون گی پیرامون شخصیتش مورد توجه قرار گرفته است. بسیاری از منتقدان به ماهیت کوئیر و محرز همجنس‌گرایی او توجه کرده‌اند، به خصوص در روابطش با دیگر شخصیت‌های مرد؛ به‌ویژه با اسکلتور. گذشته از این، از زمان خلقش، هی-من به جایگاه نماد گی دست یافته و طرفداران ال‌جی‌بی‌تی را به‌ویژه در میان مردان همجنسگرا به‌دست آورده است. علاوه بر این، این شخصیت به دلیل جاذبه جنسی خود نسبت به مردان همجنسگرا مورد توجه قرار گرفته است.

## در رسانه‌ها
فیلم‌ها
یک لایو اکشن تحت عنوان اربابان جهان در سال ۱۹۸۷ به کارگردانی گری گودارد و با نقش‌آفرینی دولف لاندگرن منتشر شد که با نقدهای منفی همراه بود. به تازگی خبر از بازسازی این فیلم آمده است.
انیمیشن‌ها
در سال ۱۹۸۵، یک انیمیشن سریالی و یک انیمیشن سینمایی تولید شد که با استقبال زیادی روبرو شدند. تا جایی که تأثیراتی در فرهنگ عامه آمریکا باقی گذاشتند. در سال‌های ۱۹۹۰، ۲۰۰۲، ۲۰۱۷، ۲۰۲۱ و ۲۰۲۳ انیمیشن‌های سینمایی و سریالی جدیدی تولید شدند که همانند سریال اورجینال، موفقیت‌آمیز نبودند.
بازی‌های ویدئویی
تابحال شش بازی ویدئویی براساس داستان‌های این شخصیت برای کنسول‌های مختلفی از جمله پلی‌استیشن ۲، گیم بوی ادونس، آتاری ۲۶۰۰، آتاری اس‌تی، آرکید و دستگاه‌های اندروید تولید شده است. از جمله بازی‌های مسترز یونیورز: قدرت هی-من و هی-من: مدافع جمجمه خاکستری.